# حي تاور هامليتس (لندن)
حي تاور هامنتس هو أحد أحياء لندن إلى الشرق من مدينة لندن وإلى الشمال من نهر التايمز. يبلغ عدد السكان 220,000 نسمة، وتوجد أقلية عرقية بنغلاديشية والتي تعتبر الأعلى في العاصمة.

## السكان

### الديانة

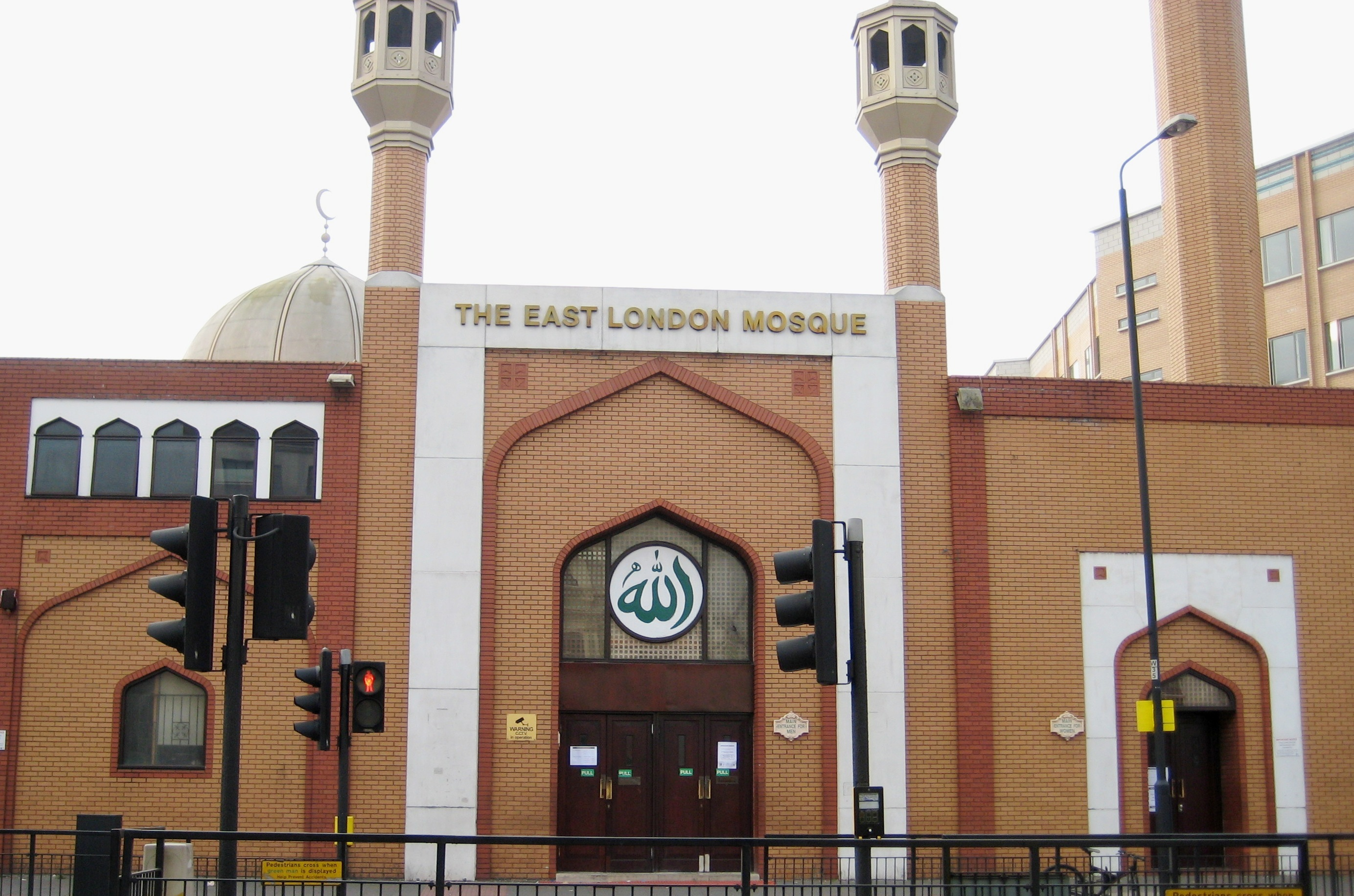
مسجد شرق لندن.

يعد الدين الإسلامي والمسيحي الأكثر انتشارًا. هناك حوالي 40 مسجدًا، بما في ذلك المراكز الإسلامية. أكبرها مسجد شرق لندن ومسجد لندن والمسجد المركزي.
الدين في تاور هامليتس حسب تعداد 2011

## توأمة
لحي تاور هامليتس (لندن) اتفاقيات توأمة مع كل من:
- زمون [الإنجليزية]‏
- أوفنباخ أم ماين (1956 - )

## أعلام
- أندي لي
- كيا عبد الله
- ماركوس صموئيل
- ألان كونواي